# Montelongo
Montelongo là một đô thị ở tỉnh Campobasso trong vùng Molise thuộc nước Ý, có vị trí cách khoảng 30 km về phía đông bắc của Campobasso. Tại thời điểm ngày 31 tháng 12 năm 2004, đô thị này có dân số 456 người và diện tích là 12,7 km².
Montelongo giáp các đô thị: Bonefro, Montorio nei Frentani, Rotello, Santa Croce di Magliano.